# 남양주 흥국사 대웅보전
남양주 흥국사 대웅보전(興國寺 大雄寶殿)은 대한민국 경기도 남양주시 별내면, 흥국사에 있는 대웅전이다. 1985년 6월 28일 경기도의 문화재자료 제56호로 지정되었다.

## 개요
흥국사의 기원을 살펴보면 신라 시대까지 거슬러 올라간다. 신라 진평왕 21년(599년) 승려 원광이 절을 건립하고 수락사라 했다. 그후 조선 선조 1년(1568년) 선조가 그의 생부인 덕흥대원군의 원당을 이 절에 건립하고 흥덕사라른 이름의 편액을 하사하여 고쳐 부르게 하였는데 민간에서 '덕절'이라 부르는 이유는 이 원당 때문이다. 인조 4년(1626년)에 대시 흥국사로 고치게 하였고 그후 많은 변화를 거쳐 지금에 이르고 있다.
대웅보전은 석가모니를 모신 주불전으로 건립 연대를 알 수 없으나 정조 17년(1793년)에 중수하였고 순조 18년(1818년)에 화재를 당해 순조 21년에 다시 지었으며 일제 시기인 1917년에 중수가 있었다.

## 같이 보기
- 흥국사

## 참고 자료
- 흥국사 대웅보전 - 국가유산청 국가유산포털